# Soulamea pancheri
Soulamea pancheri är en bittervedsväxtart som beskrevs av Brongn. & Gris. Soulamea pancheri ingår i släktet Soulamea och familjen bittervedsväxter. Inga underarter finns listade i Catalogue of Life.